# Robert Smit
Robert Smit (Delft, 29 maart 1941) is een Nederlands beeldend kunstenaar die actief is als sieraadontwerper.

## Biografie
Smit is opgeleid als instrumentmaker (1954-1957) te Delft en volgde na korte tijd als edelsmid te hebben gewerkt en contacten met de kunstenaar Jan Schoonhoven een opleiding tot edelsmid aan de Kunstgewerbeschule te Pforzheim (1963-1966) waar hij leerling was van onder meer Klaus Ullrich (1927).
Zijn vroege werk, na zijn opleiding in Pforzheim, is abstract en sculpturaal met een voorliefde voor geërodeerde oppervlakken en nadruk op textuur. Na zijn terugkeer naar Nederland rond 1970 combineerde Smit in zijn werk goud met perspex, dat hij doorboorde en voorzag van numerieke patronen. Invloeden van Jan Schoonhoven, Jan Wagemaker, Zero en Lucio Fontana zijn daarin te herkennen. In de laten jaren 80 van de twintigste eeuw bewerkte hij zijn sieraden van bladgoud met verf en lood.
Het werk van Smit werd onder meer gepresenteerd in Galerie Swart te Amsterdam.
In 2004 ontving Smit voor zijn oeuvre de Françoise van den Bosch Prijs, uitgereikt door de Stichting Françoise van den Bosch.